# Mount Segers
Mount Segers ist ein 2460 m hoher Berg im westantarktischen Ellsworthland. Er ragt 11 km östlich des Mount Tyree im Zentrum der Sentinel Range des Ellsworthgebirges aus einem Bergkamm an der Ostseite des Kopendes des Crosswell-Gletschers auf.
Entdeckt wurde der Berg bei einem Überflug zwecks Erstellung von Luftaufnahmen durch die Flugstaffel VX-6 der United States Navy zwischen dem 14. und 15. Dezember 1959. Diese Luftaufnahmen dienten dem United States Geological Survey für eine Kartierung. Das Advisory Committee on Antarctic Names benannte den Berg 1961 nach Chester W. Segers (1927–2013), Koch der ersten Überwinterungsmannschaft auf der Südpolstation im Jahr 1957.